# Krankengeld (Deutschland)
Krankengeld ist in Deutschland eine Entgeltersatzleistung der gesetzlichen Krankenversicherung nach dem Fünften Buch Sozialgesetzbuch (SGB V). Es wird insbesondere dann gezahlt, wenn ein Versicherter infolge einer länger als sechs Wochen andauernden Krankheit (→ Entgeltfortzahlung im Krankheitsfall) arbeitsunfähig ist oder auf Kosten der Krankenkasse stationär behandelt wird.

Unter bestimmten Voraussetzungen kann Krankengeld allerdings auch von einem Elternteil beansprucht werden, das zur Beaufsichtigung, Betreuung oder Pflege seines erkrankten mitversicherten Kindes unter zwölf Jahren der Arbeit fernbleiben muss. Umgangssprachlich wird es in diesen Fällen oftmals als „Kinderkrankengeld“ bezeichnet.

## Voraussetzungen für den Anspruch

### Arbeitsunfähigkeit oder stationäre Behandlung
Um Krankengeld zu bekommen, muss ein Krankenversicherter infolge einer Krankheit arbeitsunfähig sein (§ 44 Abs. 1 SGB V). Die Arbeitsunfähigkeit ist der Versicherungsfall. Sie liegt vor, wenn der Versicherte auf Grund von Krankheit seine zuletzt vor der Arbeitsunfähigkeit ausgeübte Tätigkeit nicht mehr oder nur unter der Gefahr der Verschlimmerung der Erkrankung ausführen kann. Im Gegensatz zur privaten Krankenversicherung besteht in der gesetzlichen Krankenversicherung auch Arbeitsunfähigkeit, wenn man seine Arbeit nicht im vollen Umfang ausüben kann. Eine Teil-Arbeitsunfähigkeit gibt es nicht. Arbeitslose sind arbeitsunfähig, wenn sie krankheitsbedingt nicht mehr in der Lage sind, leichte Arbeiten in einem zeitlichen Umfang zu verrichten, für den sie sich bei der Agentur für Arbeit zur Verfügung gestellt haben. Dabei ist es unerheblich, welcher Tätigkeit der Versicherte vor der Arbeitslosigkeit nachging.
Anspruch auf Krankengeld besteht auch, wenn die Arbeitsunfähigkeit Folge eines nicht rechtswidrigen Schwangerschaftsabbruchs oder einer durch Krankheit erforderlichen Sterilisation ist (§ 24b Abs. 2 Satz 2 SGB V).
Wer auf Kosten der Krankenkasse stationär in einem Krankenhaus, einer Vorsorge- oder Rehabilitationseinrichtung behandelt wird, hat, auch wenn er nicht arbeitsunfähig ist, ebenfalls Anspruch auf Krankengeld.

### Versicherung mit Anspruch auf Krankengeld
Der Anspruch auf Krankengeld darf nicht nach § 44 Abs. 2 SGB V ausgeschlossen sein. Mit Anspruch auf Krankengeld versichert sind in der Regel Arbeitnehmer und Arbeitslose, die Arbeitslosengeld beziehen.
Nicht versichert sind Arbeitnehmer, die nicht mindestens sechs Wochen Anspruch auf Entgeltfortzahlung im Krankheitsfall haben. Das ist etwa dann der Fall, wenn das Arbeitsverhältnis von vornherein auf weniger als zehn Wochen befristet ist. Ebenso nicht versichert sind hauptberuflich Selbstständige. In beiden Fällen können Mitglieder erklären, dass die Mitgliedschaft den Anspruch auf Krankengeld umfassen soll (Wahlerklärung).
Keinen Krankengeldanspruch haben Bezieher von Arbeitslosengeld II, soweit sie nicht aufgrund eines anderen Tatbestandes mit Anspruch auf Krankengeld versichert sind, z. B. weil sie vor der Arbeitsunfähigkeit versicherungspflichtig beschäftigt waren oder neben dem ALG II sozialversicherungspflichtig beschäftigt sind. Während der Arbeitsunfähigkeit wird weiterhin das Arbeitslosengeld II gezahlt. Keinen Anspruch auf Krankengeld haben Familienversicherte und andere Versicherte, die bei Arbeitsunfähigkeit typischerweise keinen Verdienstausfall erleiden.

## Zeitpunkt, an dem der Krankengeldanspruch entsteht
Der Anspruch auf Krankengeld entsteht in Fällen krankheitsbedingter Arbeitsunfähigkeit grundsätzlich mit Tag der ärztlichen Feststellung (§ 46 SGB V), für Bezieher von Arbeitslosengeld dagegen bereits mit dem Tag, an dem der Versicherte tatsächlich arbeitsunfähig geworden ist (§ 47b SGB V).
Für Selbständige, die Krankengeld beanspruchen können, entsteht das Krankengeld ab der siebten Woche der Arbeitsunfähigkeit. Die Krankenkassen können nach § 53 Abs. 6 SGB V für Selbständige Tarife anbieten, bei denen der Krankengeldanspruch schon früher, aber auch später entsteht.
Bei einer Krankenhausbehandlung oder stationären Rehabilitation entsteht der Anspruch am Tag der Aufnahme.

## Ruhen des Krankengeldanspruchs
Der Anspruch auf Krankengeld ruht, solange und soweit der Arbeitgeber das Arbeitsentgelt tatsächlich fortzahlt bzw. Arbeitslosengeld gezahlt wird, also in der Regel während der ersten 6 Wochen der Arbeitsunfähigkeit. Das Krankengeld ruht auch während der Elternzeit und in der Zeit, in der bestimmte andere Entgeltersatzleistungen bezogen werden. Da Arbeitnehmer während der ersten 4 Wochen ihres Arbeitsverhältnisses noch keine Entgeltfortzahlung beanspruchen können, können sie in dieser Zeit Krankengeld erhalten.
Der Krankengeldanspruch ruht ebenfalls, solange die Arbeitsunfähigkeit der Krankenkasse nicht gemeldet wird; dies gilt nicht, wenn die Meldung innerhalb einer Woche nach Beginn der Arbeitsunfähigkeit erfolgt. Die Meldung ist eine Obliegenheit des Versicherten.
Während eines Ruhenszeitraums des Krankengeldanspruchs wird kein Krankengeld geleistet. Die Leistungsdauer verkürzt sich entsprechend.

## Dauer des Krankengeldes
Krankengeld wird nach § 48 SGB V grundsätzlich ohne zeitliche Beschränkung geleistet, wegen derselben Krankheit jedoch längstens für 78 Wochen (also 546 Kalendertage) innerhalb einer Blockfrist von 3 Jahren. Tritt während der Arbeitsunfähigkeit eine weitere Krankheit hinzu, wird die Leistungsdauer nicht verlängert.
Die Dauer verkürzt sich um die Tage, an denen der Anspruch geruht hat. Ein solches Ruhen des Anspruchs kann zum Beispiel aufgrund der Entgeltfortzahlung durch den Arbeitgeber vorliegen. Arbeitnehmer erhalten somit in der Regel während der ersten 6 Wochen der Arbeitsunfähigkeit Entgeltfortzahlung durch ihren Arbeitgeber und anschließend 72 Wochen Krankengeld. Das Krankengeld wird bei andauernder Arbeitsunfähigkeit auch nach der Beendigung des Arbeitsverhältnisses weitergezahlt, wenn die Arbeitsunfähigkeit im Zeitpunkt der Beendigung bereits bestanden hat.
Dieselbe Krankheit in dem vorgenannten Sinne liegt vor, wenn ihr dieselbe, nicht behobene Krankheitsursache zu Grunde liegt. Es muss nicht durchweg Behandlungsbedürftigkeit vorgelegen haben, vielmehr genügt es, wenn ein medizinisch nicht ausgeheiltes Grundleiden latent weiter besteht und nach einem beschwerdefreien oder beschwerdearmen Intervall erneut Krankheitssymptome hervorruft, zum Beispiel mehrere Fieberschübe in längeren Abständen bei Malaria-Erkrankung oder eine erneute Arbeitsunfähigkeit aufgrund einer degenerativen Wirbelsäulenerkrankung.
Erkrankungen, die sich nur gleichen, z. B. mehrere, voneinander unabhängige Erkältungserkrankungen, sind nicht dieselbe Krankheit und begründen jeweils neue Ansprüche und eine neue Dreijahresfrist.
Nach Beginn eines neuen Dreijahreszeitraumes besteht nach § 48 Abs. 2 SGB V wegen derselben Krankheit ein erneuter Anspruch auf Krankengeld nur dann, wenn der mit Krankengeldanspruch Versicherte in der Zwischenzeit mindestens 6 Monate wegen dieser Krankheit nicht arbeitsunfähig war und wenn er erwerbstätig war oder der Arbeitsvermittlung zur Verfügung stand.
Wenn der Bezug von Krankengeld nach 78 Wochen (siehe oben) endet, kommt es zur Aussteuerung. Für Folgen und Details siehe dort.

## Höhe des Krankengeldes
Das (Brutto-)Krankengeld beträgt nach § 47 SGB V 70 % des regelmäßigen beitragspflichtigen (Brutto-)Arbeitsentgelts oder Arbeitseinkommens vor Beginn der Arbeitsunfähigkeit (Regelentgelt) jedoch höchstens 90 % des Nettoarbeitsentgelts. Das Regelentgelt wird nur bis zur Beitragsbemessungsgrenze berücksichtigt. Damit ergibt sich ein Höchstbetrag für das Krankengeld auf 70 % der besonderen Jahresarbeitsentgeltgrenze nach § 6 Abs. 7 SGB V, das sind 2023 Brutto-Krankengeld 116,38 Euro/Tag.
Maßgeblich für die Bemessung ist das um einmalig gezahltes Arbeitsentgelt verminderte Entgelt, das im letzten vor Beginn der Arbeitsunfähigkeit abgerechneten Entgeltabrechnungszeitraum, mindestens während der letzten abgerechneten vier Wochen erzielt wurde (Bemessungszeitraum). Bei schwankendem Entgelt (z. B. Akkordlohn) wird der Durchschnitt der letzten drei Monate zugrunde gelegt. Da das Krankengeld pro Kalendertag geleistet wird, wird von dem im Bemessungszeitraum erzielten Arbeitsentgelt nach den in § 47 Abs. 2 SGB V festgelegten Regeln das durchschnittlich auf einen Kalendertag entfallende Entgelt errechnet. Hinzugerechnet wird der dreihundertsechzigste Teil des beitragspflichtigen einmalig gezahlten Arbeitsentgelts der letzten zwölf Kalendermonate vor Beginn der Arbeitsunfähigkeit.
Empfängern von Arbeitslosengeld wird Krankengeld in Höhe des Leistungsbetrages des Arbeitslosengeldes gewährt.
Das Krankengeld ist grundsätzlich beitragspflichtig zur Renten-, Arbeitslosen- und Pflegeversicherung. Bei der Berechnung des Beitrags werden 80 % des Bemessungsentgelts berücksichtigt. Krankengeldempfänger tragen die Beiträge mit den halben Beitragssätzen aus dem Bruttokrankengeld. Die Krankenkasse zahlt den (üblicherweise höheren) Rest. Wenn bisher Arbeitslosengeld bezogen wurde, trägt die Krankenkasse die Beiträge allein. Den Beitragszuschlag für Kinderlose in der Pflegeversicherung trägt der Krankengeldempfänger allein. Die vom Krankengeldempfänger zu tragenden Beiträge werden von der Krankenkasse vom Krankengeld einbehalten und zusammen mit den von ihr zu tragenden Beiträgen an die Einzugsstelle abgeführt. In der Krankenversicherung besteht während des Bezuges von Krankengeld Beitragsfreiheit.

## Zahlungsweise
Besteht der Krankengeldanspruch für einen ganzen Kalendermonat, so erhält der Leistungsempfänger Krankengeld für 30 Tage. In Teilmonaten wird Krankengeld für die Zahl der tatsächlichen Kalendertage in diesem Monat gezahlt. Durch die Anwendung dieser Dreißigstel-Regelung entstehen Verwerfungen bei Beginn oder Ende von Krankengeldzahlungen in allen Monaten, die nicht 30 Tage haben. Der Arbeitgeber zahlt das Gehalt für jene Tage, an denen der Arbeitnehmer innerhalb der ersten sechs Wochen arbeitsunfähig ist, sowie für die Tage, an denen er nach Ende der Arbeitsunfähigkeit wieder arbeitsfähig ist, dabei darf der Arbeitgeber von der tatsächlichen Anzahl an Tagen in dem Monat oder ebenfalls von 30 Tagen pro Monat ausgehen. Im Februar ergibt sich dabei eine Unterzahlung um bis zu 2/30, in den Monaten Januar, März, Mai, Juli, August, Oktober, Dezember eine Überzahlung von bis zu 1/30. Der Arbeitgeber kann aber auch von der Zahl der Arbeitstage in dem betreffenden Monat ausgehen.
Die Auszahlung des Krankengeldes erfolgt auf Grundlage der Arbeitsunfähigkeitsbescheinigung, die der Krankengeldbezieher vom Arzt erhält. Der Arzt bescheinigt auf der Arbeitsunfähigkeitsbescheinigung den letzten Besuch in der Praxis, die voraussichtliche Dauer der Arbeitsunfähigkeit, ggf. den letzten Arbeitsunfähigkeitstag sowie die Diagnosen. Die Krankenkassen zahlen das Krankengeld nur bis zum Tag der ärztlichen Feststellung aus. Dadurch wird eine Überzahlung von Krankengeld vermieden für den Fall, dass die Arbeitsunfähigkeit schon vor der prognostizierten längeren Dauer der Arbeitsunfähigkeit endet.

## Krankengeld bei Erkrankung des Kindes
Eltern, die mit Anspruch auf Krankengeld versichert sind, haben nach § 45 SGB V Anspruch auf Krankengeld, wenn sie zur Beaufsichtigung, Betreuung oder Pflege ihres erkrankten und versicherten Kindes der Arbeit fernbleiben. Entsprechendes gilt für Stiefkinder und Enkel, die das Mitglied überwiegend unterhält, sowie für Pflegekinder. Das Kind darf höchstens 11 Jahre alt sein, für behinderte und auf Hilfe angewiesene Kinder gilt keine Altersbegrenzung. Die Erforderlichkeit der Beaufsichtigung, Betreuung oder Pflege des Kindes muss durch ein ärztliches Attest bescheinigt sein und es darf keine andere in ihrem Haushalt lebende Person geben, die das Kind beaufsichtigen, betreuen oder pflegen kann.
Anspruch auf Krankengeld bei Erkrankung des Kindes ist für jedes Kalenderjahr und für jedes Kind auf 10 Arbeitstage, bei alleinerziehenden Versicherten auf 20 Arbeitstage beschränkt. Ein Versicherter kann das Krankengeld je Kalenderjahr bei mehreren Kindern nur für insgesamt höchstens 25 Arbeitstage, bei alleinerziehenden Versicherten für höchstens 50 Arbeitstage in Anspruch nehmen.
Der Krankengeldanspruch besteht für ein Elternteil ohne zeitliche Beschränkung, wenn das Kind nach ärztlichem Zeugnis an einer Erkrankung leidet,
- die progredient verläuft und bereits ein weit fortgeschrittenes Stadium erreicht hat,
- bei der eine Heilung ausgeschlossen und eine palliativmedizinische Behandlung notwendig oder von einem Elternteil erwünscht ist und
- die lediglich eine begrenzte Lebenserwartung von Wochen oder wenigen Monaten erwarten lässt.

Versicherte mit Anspruch auf das Krankengeld haben nach § 45 Abs. 3 SGB V für die Dauer dieses Anspruchs gegen ihren Arbeitgeber einen unabdingbaren Anspruch auf unbezahlte Freistellung von der Arbeitsleistung, soweit nicht aus dem gleichen Grund Anspruch auf bezahlte Freistellung besteht.

## Besonderheiten bei unständig Beschäftigten und bei bis maximal zehn Wochen befristeten Arbeitsverträgen
2009 erfolgte eine Änderung der Krankengeldzahlung. Für unständig Beschäftigte und bis maximal zehn Wochen befristet angestellte Arbeitnehmer wurde der Anspruch auf Krankengeld gegenüber der Krankenkasse ab dem 1. Januar 2009 ersatzlos gestrichen.
Die Regelungen für die Lohnfortzahlung im Krankheitsfall durch den Arbeitgeber blieben unverändert. § 3 EntgFG, Absatz 3 besagt, dass in den ersten vier Wochen einer Anstellung keine Lohnfortzahlung durch den Arbeitgeber im Krankheitsfall stattfindet.
Seit dem 1. August 2009 kann der Arbeitnehmer in einem solchen Arbeitsverhältnis gegenüber der Krankenkasse und dem Arbeitgeber eine Wahlerklärung abgeben, um ggf. trotzdem Krankengeld zu erhalten. Gegen eine individuell zu beantragende Beitragserhöhung um 0,3 % Punkte (zuzüglich einem 0,3 %igen Arbeitgeberanteil) kann er Krankengeld der Krankenkasse für Zeiträume erhalten, in denen kein anderweitiger Anspruch, z. B. durch Lohnfortzahlung, besteht.

## Vergleichbare Leistungen
Dem Krankengeld ähnliche Leistungen sind
- das Verletztengeld der gesetzlichen Unfallversicherung (bei Arbeitsunfähigkeit wegen Arbeitsunfall, Wegeunfall oder Berufskrankheit)
- das Übergangsgeld der gesetzlichen Rentenversicherung (bei Arbeitsunfähigkeit wegen Teilnahme an einer Maßnahme zur medizinischen oder beruflichen Rehabilitation)
- das Übergangsgeld der Bundesagentur für Arbeit (bei beruflicher Rehabilitation) und
- das Versorgungskrankengeld des Versorgungsamtes (für Arbeitsunfähigkeitszeiten wegen eines Versorgungsleidens, z. B. Wehrdienstschaden).

Verletztengeld und Versorgungskrankengeld werden von der Krankenkasse, bei welcher der Empfänger versichert ist, im Auftrag der Unfallversicherungsträger (z. B. Berufsgenossenschaft) oder des Versorgungsamts ausgezahlt. Die Krankenkassen rechnen die verauslagten Leistungen mit dem zuständigen Träger ab.
Ferner gibt es noch die Krankentagegeldversicherung als Verdienstausfallversicherung bei einer privaten Krankenversicherung. Diese unterscheidet sich jedoch vom Krankengeld der gesetzlich Versicherten  durch die Leistungsdauer: kein Ende nach 78 Wochen, sondern unbegrenzt bzw. bis Berufsunfähigkeit im bisher ausgeübten Beruf eingetreten ist. Standardmäßig erkennt das private Krankentagegeld zudem keine teilweise Arbeitsunfähigkeit für die berufliche Wiedereingliederung (Hamburger Modell) an; allerdings gibt es mittlerweile viele private Krankenversicherer, die in ihren Versicherungsbedingungen dies angepasst haben.

## Steuerliche Behandlung
Krankengeldzahlungen der gesetzlichen Krankenversicherung erfolgen steuerfrei, unterliegen jedoch dem Progressionsvorbehalt, d. h. erhöhen u. U. die auf andere steuerpflichtige Einkünfte oder Bezüge zu zahlenden Steuern (§ 32b Abs. 1 EStG).